# Реляционная модель данных
Реляционная модель данных (РМД) — логическая модель данных, прикладная теория построения баз данных, которая является приложением к задачам обработки данных таких разделов математики, как теория множеств и логика первого порядка.

## Описание
На реляционной модели данных строятся реляционные базы данных.
Реляционная модель данных включает следующие компоненты:
- Структурный аспект (составляющая) — данные в базе данных представляют собой набор отношений.
- Аспект (составляющая) целостности — отношения отвечают определённым условиям целостности. РМД поддерживает декларативные ограничения целостности уровня домена (типа данных), уровня отношения и уровня базы данных.
- Аспект (составляющая) обработки (манипулирования) — РМД поддерживает операторы манипулирования отношениями (реляционная алгебра, реляционное исчисление).

Кроме того, в состав реляционной модели данных включают теорию нормализации.
Термин «реляционный» означает, что теория основана на математическом понятии отношение (relation). В качестве неформального синонима термину «отношение» часто встречается слово таблица. Необходимо помнить, что «таблица» есть понятие нестрогое и неформальное и часто означает не «отношение» как абстрактное понятие, а визуальное представление отношения на бумаге или экране. Некорректное и нестрогое использование термина «таблица» вместо термина «отношение» нередко приводит к недопониманию. Наиболее частая ошибка состоит в рассуждениях о том, что РМД имеет дело с «плоскими», или «двумерными» таблицами, тогда как таковыми могут быть только визуальные представления таблиц. Отношения же являются абстракциями и не могут быть ни «плоскими», ни «неплоскими».
Для лучшего понимания РМД следует отметить три важных обстоятельства:
- модель является логической, то есть отношения являются логическими (абстрактными), а не физическими (хранимыми) структурами;
- для реляционных баз данных верен информационный принцип: всё информационное наполнение базы данных представлено одним и только одним способом, а именно — явным заданием значений атрибутов в кортежах отношений; в частности, нет никаких указателей (адресов), связывающих одно значение с другим;
- наличие реляционной алгебры позволяет реализовать декларативное программирование и декларативное описание ограничений целостности, в дополнение к навигационному (процедурному) программированию и процедурной проверке условий.

Принципы реляционной модели были сформулированы в 1969—1970 годах Э. Ф. Коддом (E. F. Codd). Идеи Кодда были впервые публично изложены в статье «A Relational Model of Data for Large Shared Data Banks», ставшей классической.
Строгое изложение теории реляционных баз данных (реляционной модели данных) в современном понимании можно найти в книге К. Дж. Дейта. «C. J. Date. An Introduction to Database Systems» («Дейт, К. Дж. Введение в системы баз данных»).
Наиболее известными альтернативами реляционной модели являются иерархическая модель, и сетевая модель.
Некоторые системы, использующие эти старые архитектуры, используются до сих пор. Кроме того, можно упомянуть об объектно-ориентированной модели, на которой строятся так называемые объектно-ориентированные СУБД, хотя однозначного и общепринятого определения такой модели нет.